# مايك هاريس (لاعب كرة قدم أمريكية)
مايك هاريس (بالإنجليزية: Mike Harris)‏ هو لاعب كرة قدم أمريكية أمريكي، ولد في 5 يناير 1989 في ميامي في الولايات المتحدة.

## وصلات خارجية
- مايك هاريس على موقع إي إس بي إن.كوم (أن.أف.أل)3
- مايك هاريس على موقع مرجع كرة القدم المحترفة.كوم (الإنجليزية)